# Логос (група)
Логос — львівська літературна група, яка впродовж 1927–1931 років об'єднувала українських письменників християнського спрямування, що пропагували гуманістичні ідеали любові до людини; в стильовому плані група орієнтувалася на поетику символізму.
Представники: Григор Лужницький, Олександр Мох, Стефан Семчук, Василь Мельник, Осип Назарук. Назва символізувала безсмертя Господнього слова, його велику духовну енергію, що допомагає людині перебороти труднощі в житті. Друкованим органом Логосу був журнал «Поступ», твори учасників групи виходили у видавництві «Добра книжка». Активно співпрацювали з групою: Петро Сосенко (молодший), Роман Сказинський, Адам Монтрезор, Теофіль Коструба, Йосафат Скрутень, Іриней Назарко, Петро Ісаїв.
Естетичні засади:
- пропаганда гуманістичного ідеалу любові до людини;
- висока духовна енергетика Господнього слова;
- впровадження культурницької діяльності серед населення;
- у творчості перевага національно-патріотичних мотивів.